# Paola Cacchi
Paola Cacchi (* 30. Dezember 1945 in Mailand als Paola Pigni; † 11. Juni 2021 in Rom) war eine italienische Leichtathletin. Sie gewann eine olympische Bronzemedaille und war die erste Weltmeisterin im Crosslauf.
Nicht auf eine Spezialdisziplin fokussiert, war sie eine der größten italienischen Mittel- und Langstreckenläuferinnen. Sie stellte eine Reihe von Weltrekorden auf: vier über 3000 Meter (2 × 1969, 2 × 1972), zwei über 5000 Meter (2 × 1969) sowie einen über 10.000 Meter (1970). Sie war Gewinnerin der italienischen Meisterschaften über 800 Meter (1965 bis 1969 und 1973), über 1500 Meter (1970, 1972, 1974 und 1975) sowie über 3000 Meter im Jahr 1974.

## Biografie
Als Tochter eines bekannten Mailänder Sängers und einer spanischen Mutter kam Paola Cacchi in Mailand auf die Welt. Sie besuchte 13 Jahre lang eine deutsche Schule.
1961 begann sie ihre Karriere als Sprinterin. Ihr erster Trainer war Renzo Testa, auf ihn folgten Enrico Arcelli und Nationaltrainer Bruno Cacchi, den sie später heiratete. 1965 gewann sie über 400 und 800 Meter ihre ersten italienischen Meistertitel. Bereits im Folgejahr startete sie bei den Europameisterschaften in Budapest, wo sie im Halbfinale über 800 Meter ausschied. Zudem konnte sie in diesem Jahr ihren Meistertitel über 800 Meter verteidigen und ihre nationalen Rekorde über 400 und 800 Meter verbessern. 1967 wurde sie erstmals italienische Meisterin im Crosslauf und siegte auch über 400 und 800 Meter. Bei den Olympischen Spielen 1968 in Mexiko-Stadt erreichte die Italienerin das Halbfinale im Wettkampf über 800 Meter. Des Weiteren verteidigte Cacchi ihre Meistertitel über 800 Meter sowie im Crosslauf. Ein Jahr später folgte ihr internationaler Durchbruch, als sie am 2. Juli in der Arena Civica mit einer Zeit von 4:12,4 min einen neuen Weltrekord über 1500 Meter aufstellte. Wenige Monate später war Cacchi bei den Europameisterschaften in Athen in der gleichen Disziplin erneut erfolgreich. Mit einer Zeit von 4:10,7 min verbesserte sie ihre persönliche Bestleistung und gewann die Bronzemedaille. Der Weltrekord wurde jedoch von der Siegerin Jaroslava Jehlicková verbessert.
1970 siegte Cacchi beim Cross der Nationen. Nach einem weiteren italienischen Meistertitel und einem neuen Weltrekord über 10.000 Meter folgte eine Schwangerschaftspause. Im März 1971 kam ihre Tochter Chiara zur Welt. Bereits im Oktober trat Cacchi an den Mittelmeerspielen 1971 an und gewann dort Silber über 1500 Meter. Bei den Olympischen Spielen 1972 in München gewann sie hinter Ljudmila Bragina und Gunhild Hoffmeister im Wettkampf über 1500 Meter die Bronzemedaille. Dabei stellte sie im Finale einen neuen nationalen Rekord auf, welcher über sechs Jahre Bestand hatte.
Nach ihrem Silbermedaillengewinn folgten 1973 der Gewinn bei den ersten Crosslauf-Weltmeisterschaften. Außerdem siegte Cacchi bei der Universiade über 1500 Meter und bei den Mittelmeerspielen 1973 über 800 und 1500 Meter. 1974 verteidigte die Italienerin ihren Crosslauf-Weltmeistertitel und startete sie letztmals bei den Europameisterschaften in Rom. 1976 verletzte sich Cacchi schwer, es folgten 13 Fußoperationen, jedoch startete sie nie wieder bei einem internationalen Wettkampf und beendete 1979 ihre Karriere.
1981 wurde ihr Sohn Claudio geboren.
Am Morgen des 11. Juni 2021 nahm Cacchi an einer Zeremonie von berühmten italienischen Sportlern teil. Unmittelbar nach dieser Veranstaltung fühlte sie sich krank und wurde in das Sant’Eugenio Krankenhaus in Rom gebracht, wo sie später verstarb.

## Weltrekorde
- 1500 Meter: 4:12,4 min am 2. Juli 1969
- 1 Meile: 4:29,5 min am 8. August 1973
- 3000 Meter: 9:09,2 min am 11. Mai 1972
- 5000 Meter: 16:17,4 min am 11. Mai 1969 und 15:53,6 min am 2. September 1969
- 10.000 Meter: 35:30,5 min am 9. Mai 1970